# Man Ray

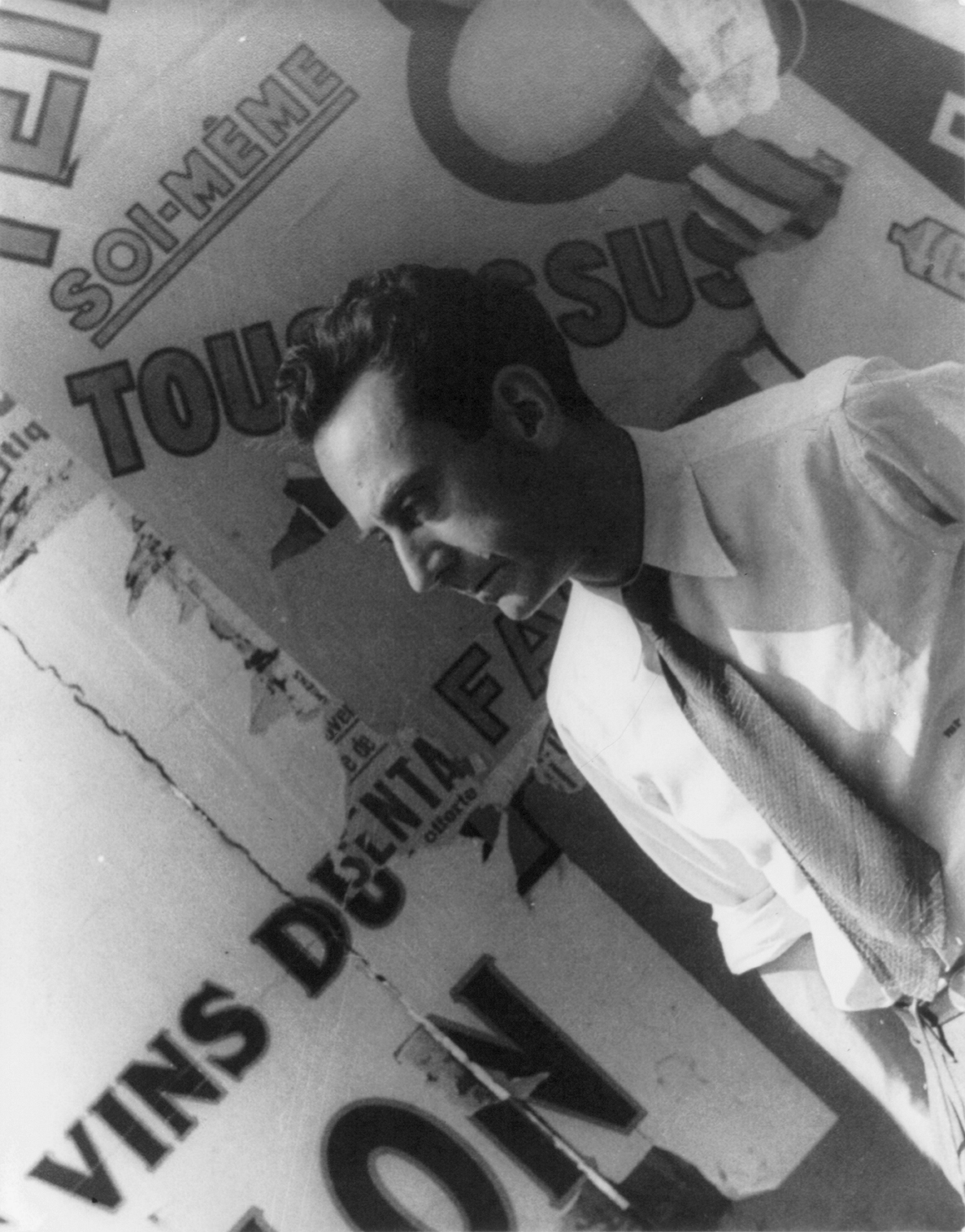
Man Ray, 16. června 1934 v Paříži (foto: Carl van Vechten)

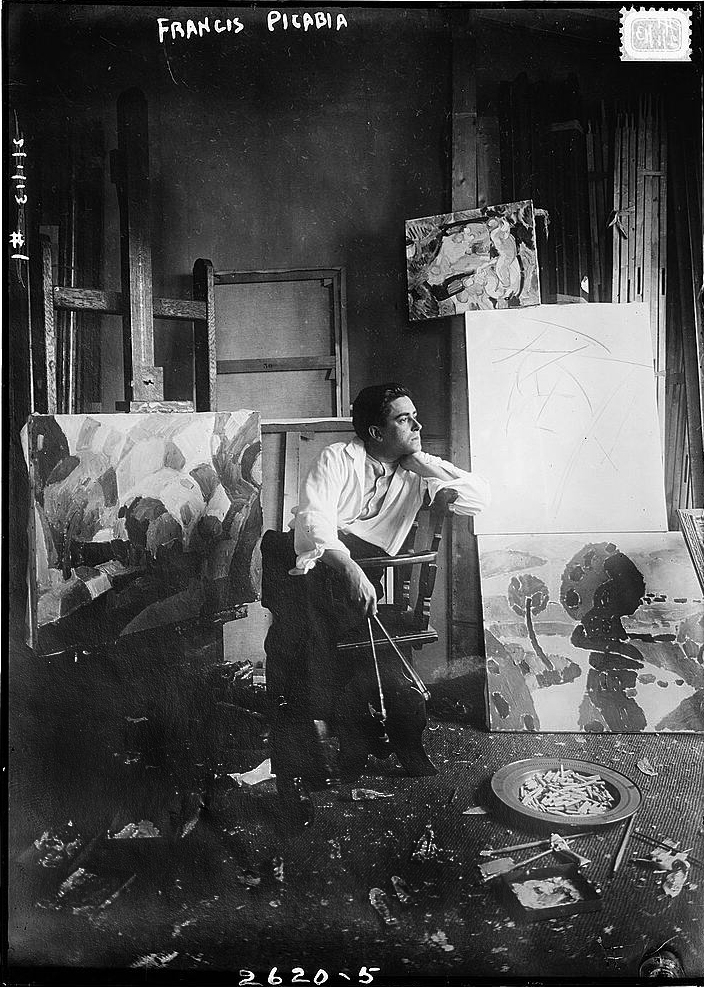
Jeho přítel Francis Picabia, fotografie z majetku Kongresové knihovny

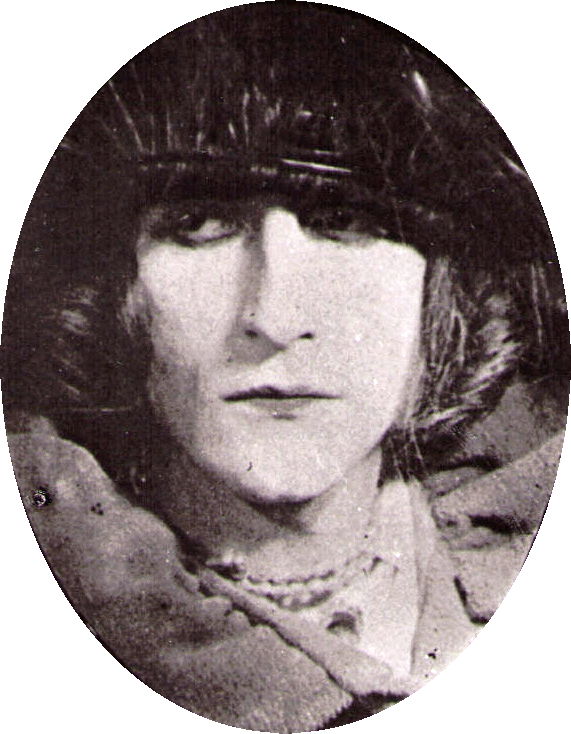
Man Rayovu fotografii Rose Sélavy využil ke svému umění Marcel Duchamp, 1921, stříbrný tisk, 5–7/8" × 3"–7/8", Philadelphia Museum of Art

Man Ray ([mæn reɪ], vlastním jménem Emmanuel Rudzitsky, někdy také Rudnitsky nebo Radnitzky; 27. srpna 1890 Filadelfie – 18. listopadu 1976 Paříž) byl americký malíř, fotograf, tvůrce koláží a konstruovaných objektů, sochař i filmař. Patří mezi význačné představitele umělecké avantgardy 20. století. Man Ray se narodil v Americe, většinu tvůrčího života však prožil ve Francii. Tento všestranný umělec procházel rozličnými uměleckými světy, výtvarnými žánry a technikami. Od kubismu se obrátil k dadaismu a k surrealistickému objevování „vyšší reality“ či zhmotňování „vnitřního modelu“. S hledáním nových způsobů uměleckého vnímání a vyjadřování souvisela též Man Rayova fascinace nezvyklými způsoby práce a neobvyklými technikami. Man Rayovy experimenty otevřely cestu k abstraktní fotografii, performanci a konceptuálnímu umění. Man Raye proslavily především „fotografie bez kamery“ (tzv. rayogramy, respektive fotogramy), nelze však opomenout ani jeho portrétní a módní snímky.
| „         | Tvůrci stačí jediný nadšenec, aby ospravedlnil jeho dílo. | “ |
| — Man Ray |                                                           |   |

## Život a dílo

### Dětství a mládí
Man Ray (rodným jménem Emmanuel Rudzitsky) se narodil 27. srpna 1890 ve Filadelfii v židovské rodině, která se do Ameriky přistěhovala z Ruska. Jeho otec Melach Rudzitsky pracoval v oděvním závodě a zároveň sám provozoval malé krejčovství. Roku 1897 se Rudzitští přesunuli do New Yorku a usadili se v části Brooklynu zvané Williamsburg. Výtvarné nadání svého nejstaršího syna rodiče podporovali. Emmanuel, zvaný rodinou a přáteli „Manny“, se během studií na Boy’s High School (1904–1908) dále zdokonaloval v kresbě a osvojil si základy dalších uměleckých technik. Přes nesouhlas rodičů odmítl po ukončení školy stipendium Columbia University ke studiu architektury a rozhodl se stát profesionálním umělcem. Svůj pokoj změnil na výtvarný ateliér a živil se jako kreslíř a ilustrátor.

### New York 1911–1921
Manny Rudzitsky příležitostně navštěvoval kurzy malby v National Academy of Design a Art Students League, kreslil pod vedením malířů Roberta Henriho (člena modernistické Ashcan School) a George Bellowse v progresivním Ferris Centru, kde se scházela a formovala komunita radikálních i anarchistických myslitelů, spisovatelů a moderních umělců (např. Margaret Sangerové, Uptona Sinclaira, Emmy Goldmanové). Roku 1911 jej hluboce oslovila výstava akvarelů Cézanna uspořádaná v Stieglitzově Galerii 291. V této galerii poznal rovněž díla Rodina, Picassa, Matisse, Picabiy, Constantina Brancusiho, amerických modernistických umělců Johna Marina, Arthur Doveho a Marsdena Hartleyho.
Vyhrocený antisemitismus a etnická diskriminace přiměla rodinu Rudzitských přijmout roku 1912 nové příjmení „Ray“. Emmanuel si svou přezdívku „Manny“ upravil na Man a oslovení „Man Ray“ se brzy vžilo. Své práce od tohoto roku signuje jako „MR“. Man Ray se věnoval krajinomalbě a portrétování (např. Portrait of Dorothy, 1912). Roku 1913 se odstěhoval od rodiny a usadil se v ateliéru na Manhattanu, který zanedlouho vyměnil za studio v umělecké čtvrti Ridgefield (New Jersey). Po newyorské výstavě evropských modernistů „Armory Show“ (1913) se v jeho dílech silněji projevoval vliv Pabla Picassa. V jednom krátkém období vznikla stylově velmi odlišná díla, jako např. krajinomalba Ridgefield Landscape, viditelně inspirovaná obrazy Cézanna, a kubistický portrét A. Stieglitze (1913). Man Ray byl zaujat evropskou modernou a snaží se spolu se spřízněnými umělci nejen moderně tvořit, ale rovněž moderní umění v New Yorku aktivně prosazovat.
Roku 1914 se Man Ray oženil s malířkou a básnířkou Adon Lacroixovou.
Roku 1915 se konala první Man Rayova samostatná výstava v manhattanské Daniel Gallery. Rayovy kubistické obrazy byly však přijaty rozporuplně. Man Raye podporoval významný sběratel a mecenáš umění (podporoval i výstavu Armory Show) A. J. Eddy, který zakoupil šest jeho pláten a pomohl mu získat nový ateliér v centru New Yorku. Od roku 1916 se Man Ray intenzivně věnoval koláži, asambláži a „readymades“ objektům, fotografii a osvojil si techniku americké retuše (airbrush). Své další výstavy Man Ray doprovázel vlastními texty, v nichž se snažil hledat a objasňovat novou cestu k vnímání umění. Mezi významná Man Rayova díla z tohoto období patří např. olejomalba The Rope Dancer Accompanies Herself with Her Shadows (1916), série koláží The Revolving Doors (1916–1917), protodadaistická asambláž Self-Portrait (1916) nebo airbrush Suicide (1917).
Pro Man Rayův umělecký vývoj bylo důležité setkání s Duchampem. Z umělců se stali blízcí přátelé a spolupracovníci. Především díky jejich úsilí „žije“ dadaismus nejen v evropských centrech, ale i v New Yorku. Man Ray pomocí fotoaparátu dokumentoval celou řadu svých a Duchampových projektů. Z této doby pochází první snímky, které ztrácí dokumentární charakter a nabývají spíše imaginativních kvalit. Man Ray využívá fotografii k tvorbě dadaistických objektů (např. Dadaphoto /tisk později nazvaný Portemanteau/, 1920). Některé dadaistické objekty prokazují svůj inspirační zdroj v důvěrně známém světě krejčovských figurín, žehliček, jehel, nití, ramínek a odstřižků látek (např. Obstruction, 1920, 1961; Gift, 1921).
Roku 1918 se Man Ray rozešel se svou ženou. Krize v osobním životě předznamenala zlom v Man Rayově tvůrčím životě. Ačkoliv se koncepčně snažil své nové pojetí umění veřejnosti předvádět a zároveň vysvětlovat, nebyla jeho originální díla pochopena a inovativní názory ceněny. Man Ray zdůrazňoval, že nestačí, aby umělci předváděli publiku obrazy předmětů z jejich okolí, jakési „záznamy o skutečných objektech“.
V roce 1920 založili Duchamp, jeho další mecenáška Katherine Dreier a Man Ray společnost Société Anonyme, která pořádala přednášky, koncerty, výstavy a vydávala publikace o moderním umění. Mezi její hlavní akce patřila významná Mezinárodní výstava moderního umění v brooklynském muzeu v roce 1926. Mezi lety 1920 a 1940 uspořádali 80 výstav, na kterých představili především abstraktní umění. Man Ray a M. Duchamp společně připravili a vydali jedno číslo časopisu o dadaismu New York Dada (1920). Témata a myšlenky pocházející ze vzdálené Evropy bohužel neoslovily ani dostatek jejich kolegů a přátel. Plány získat tomuto novému umění newyorské stoupence selhaly. Atmosféra New Yorku modernismu příliš nepřála a veřejné publikum nemělo o tento typ umění zájem. Man Ray prohlásil: „Dada cannot live in New York. All New York is dada, and will not tolerate a rival.“ Počátkem roku 1921 Man Ray navázal korespondenci s evropskými dadaisty, avantgardními básníky a malíři. Jejich umělecké názory a cíle navzájem souzněly. Když se Man Ray dověděl, že se M. Duchamp hodlá vrátit do Paříže, rozhodl se odjet s ním. Před cestou do Evropy Man Ray mnohé své práce spálil.

### Paříž 1921–1940

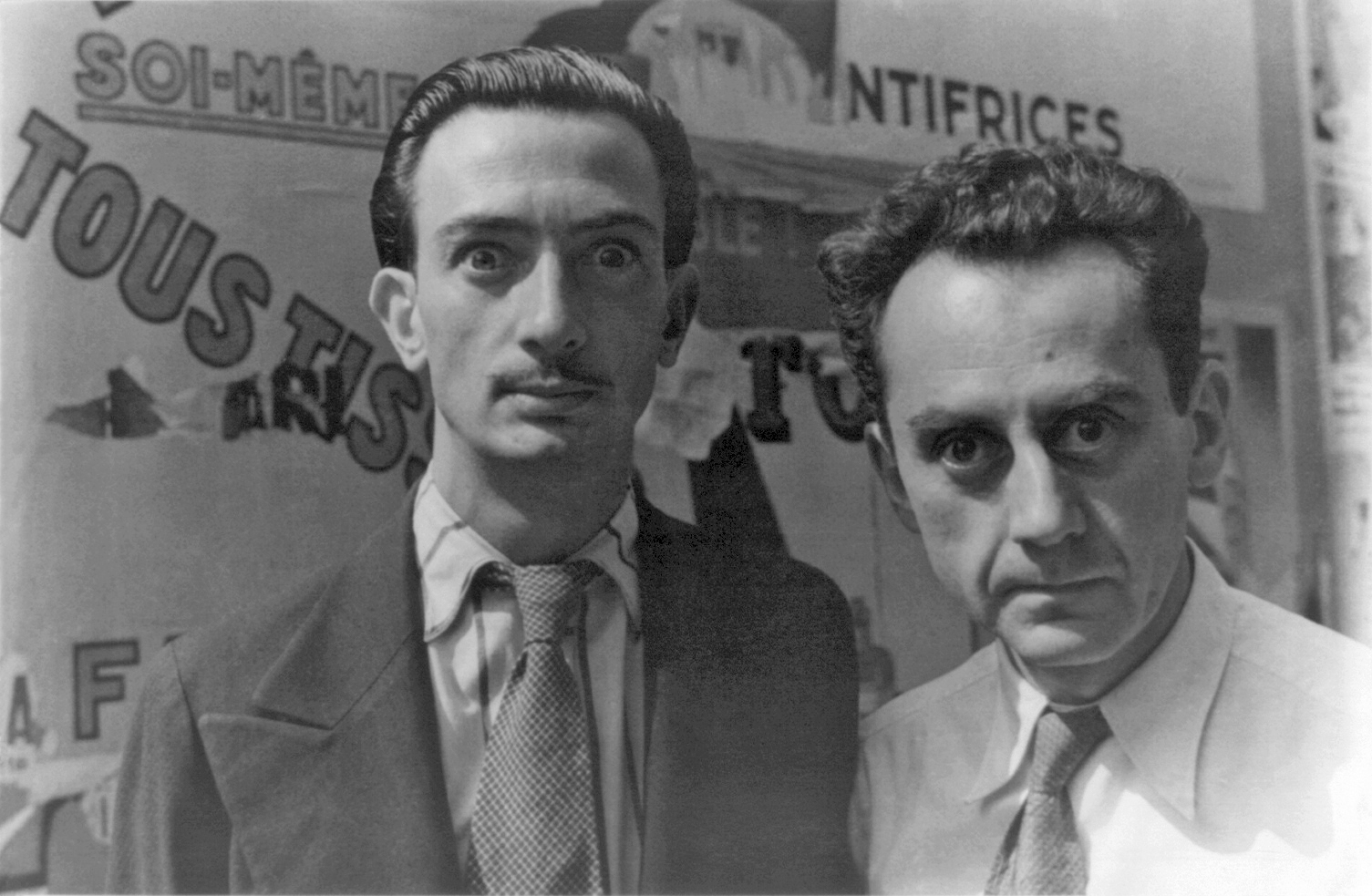
Man Ray a Salvador Dalí 17. června 1934 v Paříži

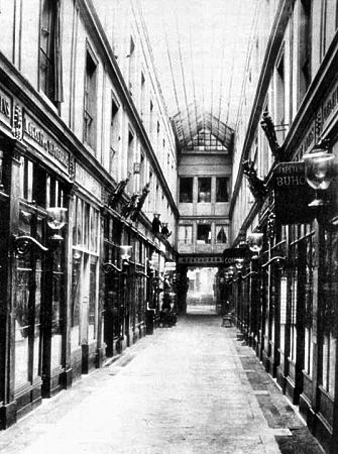
Passage de l’Opéra – Oblíbené místo schůzek pařížských dadaistů
Foto cca 1909

Man Ray přišel do Francie 22. července 1921. Usadil se v umělecké čtvrti Montparnasse a brzy se stal součástí pařížské bohémy a kulturní elity. Pokračoval v dadaistické tvorbě, maloval, konstruoval asambláže (např. Object to Be Destroyed, 1923) a také se čím dál více zaobíral surrealismem a fotografií. Roku 1925 se zúčastnil první surrealistické výstavy v pařížské galerii Pierre.
Právě v Paříži se Man Ray stává uznávaným moderním fotografem a především „básníkem temné komory“, jak o něm prohlásil Jean Cocteau. Zpočátku Man Raye živila právě fotografie. Úspěšné a žádané byly zvláště portréty a módní snímky, které vycházely v renomovaných časopisech jako Vogue a Harper's Bazaar. Na většině slavných snímků z dvacátých let je tvář či tělo Kiki (Alice Ernestine Prin). S modelkou pařížských umělců – „královnou Montparnassu“ – se Man Ray seznámil krátce po příjezdu do Paříže. Téměř celé desetiletí byla Kiki hvězdou jeho fotografií, experimentálních filmů a inspirátorkou mnohých maleb. Mezi snímky z tohoto období patří, například Ingresovy housle (Le Violon d'Ingres) (1924), The Marquise Cassati (1922, 1924), The Marquise de Sade (1923), Jack in the Box (1925), Black and White (1926).
| „               | …‚ta Kiki‘, slavná montparnasská Múza, jež stála modelem pro řadu Man Rayových fotografií včetně světoznámého ‚ingresovského aktu‘ s dvěma houslovými ‚f‘ na zádech… | “ |
| — Lucie Vonková | |   |

Man Rayovy portrétní fotografie zachytily mnohé osobnosti pařížské kulturní scény. Modelem mu byli dramatik Antonin Artaud, Jean Arp, sochař Constantin Brâncuși, Georges Braque, André Breton, Jean Cocteau, Salvador Dalí, Marcel Duchamp, James Joyce, Max Ernst, Ernest Hemingway, malíř André Masson, malíř Henri Matisse, Henry Miller, Joan Miró, M. Oppenheim, malíř Pablo Picasso, Marcel Proust, prozaička Gertrude Steinová, Tristan Tzara, Virginia Woolfová atd.
Módní a portrétní fotografie financovaly Man Rayovy obrazy a experimenty. Fotografie se dostávala do centra zájmu nejen dadaismu, ale i surrealismu. Pomocí fotografie získávala realita jiné dimenze a významy nebo mohla být zcela opomenuta. Man Ray směřoval k tomuto surrealistickému pojetí již v New Yorku, např. snímek New York 1920. Man Ray experimentoval v temné komoře s mechanickými i chemickými prostředky. Do repertoáru avantgardních umělců patřila fotomontáž, neobvyklé použití zrcadel a filtrů, zkreslení pomocí šikmého nastavení zvětšovacího přístroje, netradiční zpracování negativů/pozitivů, zrnitost, dvojí nebo nadměrný osvit či vytváření reliéfních efektů. Man Rayův přínos moderní fotografii však nestojí pouze na experimentech, ale přímo na objevech. Man Ray dal fotografickou techniku do služeb obraznosti a otevřel cestu k abstraktní fotografii. Veškeré Man Rayovy experimenty vyústily roku 1922 v objev rayogramu (fotogramu), tj. ve fotografování bez kamery, „malování světlem“. Postup umístění objektu na světlocitlivý materiál a vystavení objektu světlu jsou známé sice již ze třicátých let 19. století, ze snímků F. Talbota, zde se s ním však setkáváme ve zcela jiném kontextu. Man Ray vydal roku 1922 knihu rayogramů The Delightful Fields (Les Champs Délicieux). Tyto abstrahované kompozice převrátily naruby vžité konvence a přinesly Man Rayovi světový věhlas. Man Ray a surrealistická fotografka Lee Millerová společně znovuobjevili techniku solarizace (1929), poprvé využili tento proces jako prostředek uměleckého vyjádření. Lee Millerová nahradila na Man Rayových fotografiích Kiki.

### Film
Roku 1924 začal uznávaný malíř a fotograf experimentovat s filmem. Spíše než příběh jej zajímaly technické a výrazové možnosti média. Na krátkometrážních filmech o délce trvání od dvou do dvaceti minut spolupracoval s Marcelem Duchampem, René Clairem a Fernandem Légerem. První film The Return to Reason (1923) je pásmem rayogramů. Ve druhé polovině dvacátých let natočil Man Ray tři filmy v avantgardním stylu zvaném „cinéma pur“ – Emak-Baki (1926), The Starfish (1928), The Mysteries of the Chateau de De (1929). Později Man Ray natočil ještě dva experimentální filmy: Attempt at Simulation of Cinematographic Delirium (1935), Dreams That Money Can Buy (1941). Ve třicátých a čtyřicátých letech 20. století Man Ray film opustil a vrátil se k malbě a fotografii. Třicátá léta přinesla Man Rayovi úspěch také jako malíři. Mezi proslulá díla patří například My Taste Painting (1929), Observatory Time: The Lovers (1932–1934), Imaginary Portrait of D. A. F. de Sade (1938) nebo The Misunderstood (1938).

### Hollywood
Druhá světová válka donutila Man Raye vrátit se po devatenácti letech zpět do Ameriky. Roku 1940 krátce pobýval v New Yorku, odkud se přesunul do Los Angeles, kde žil až do roku 1951. V Hollywoodu maloval, fotografoval, vystavoval a roku 1946 se oženil s tanečnicí Juliet Brownerovou. Za svůj domov považoval Paříž a roku 1951 se do ní natrvalo vrátil.

### Návrat do Paříže 1951–1976

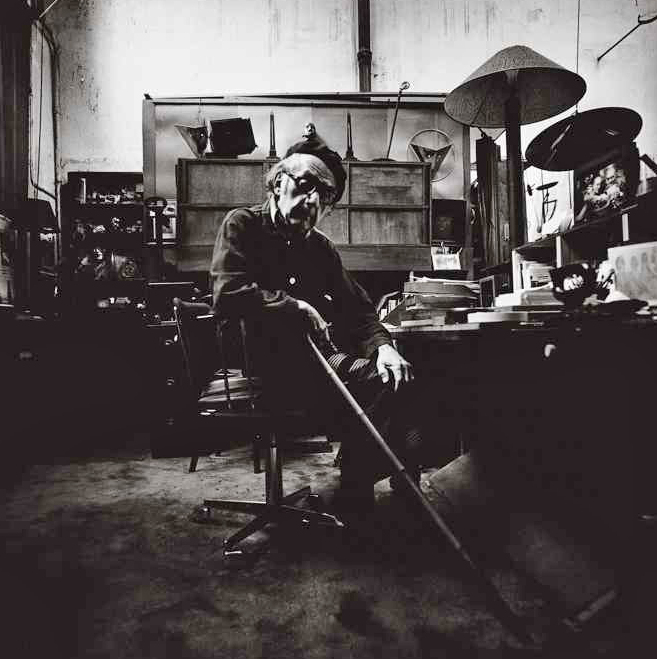
Portrét Man Raye rok před jeho smrtí v Paříži od Lothara Wolleha

V květnu 1951 se Man Ray přestěhoval se svou ženou Juliet do pařížského bytu i se studiem ve čtvrti Rue Frou, kde zůstal až do své smrti. V následujících letech se i přes intenzivní účast na výstavách v Evropě i zámoří stal klidným umělcem, který dává přednost abstraktním variacím a také reprodukcím starších děl (například Cadeau, reprodukce 1974). Občas se věnoval též experimentům s barevnou fotografií.
I nadále se však věnoval portrétní fotografii a v letech 1950–1960 zrealizoval portréty Juliette Greco Catherine Deneuve a dalších uměleckých kolegů. V této době také pracoval s akrylovými barvami, v cyklu Natural Paintings v letech 1957–1965 experimentoval s pastózní malbou (Decembre ou le clown, Othello II, 1963). V roce 1958 se podílel na výstavě Dada, dokumenty pohybu v uměleckém spolku v Düsseldorfu a na výstavě Dada v Stedelijk Museum v Amsterdamu. Následující rok působil jako poradce Pierrovi Prévertovi při natáčení krátkého dokumentárního filmu Paris la belle. V roce 1960 byl zastoupen na výstavě Photokina v Kolíně nad Rýnem a na Benátském biennále v roce 1961 získal zlatou medaili za fotografii. V roce 1963 představil v Londýně Man Ray svou autobiografii Self-Portrait.
Man Ray se věnoval malbě, fotografii, asamblážím, úvahám nad uměním a spolupracoval na výstavách svých děl. Velké retrospektivní Man Rayovy výstavy proběhly v Paříži (1962, 1972), Los Angeles (1966), Rotterdamu (1971) i v New Yorku (1974). Man Rayovo umění bylo konečně oceňováno v celého své rozmanitosti a šíři. Popularita Man Raye narůstala a umělec dokonce začal zhotovovat repliky vlastních prací. Fotografie byla definitivně „zrovnoprávněna“ s jinými uměleckými žánry.
Jeho manželka Juliet Browner Man Ray se o něho starala až do jeho smrti 18. listopadu 1976 v pařížském ateliéru. Pečovala také o dědictví jeho děl, která daroval řadě muzeí. Založila organizaci Man Ray Trust, která vlastní velkou sbírku originálních děl a vlastní autorská práva umělce. Juliet byla pohřbena vedle Man Raye.

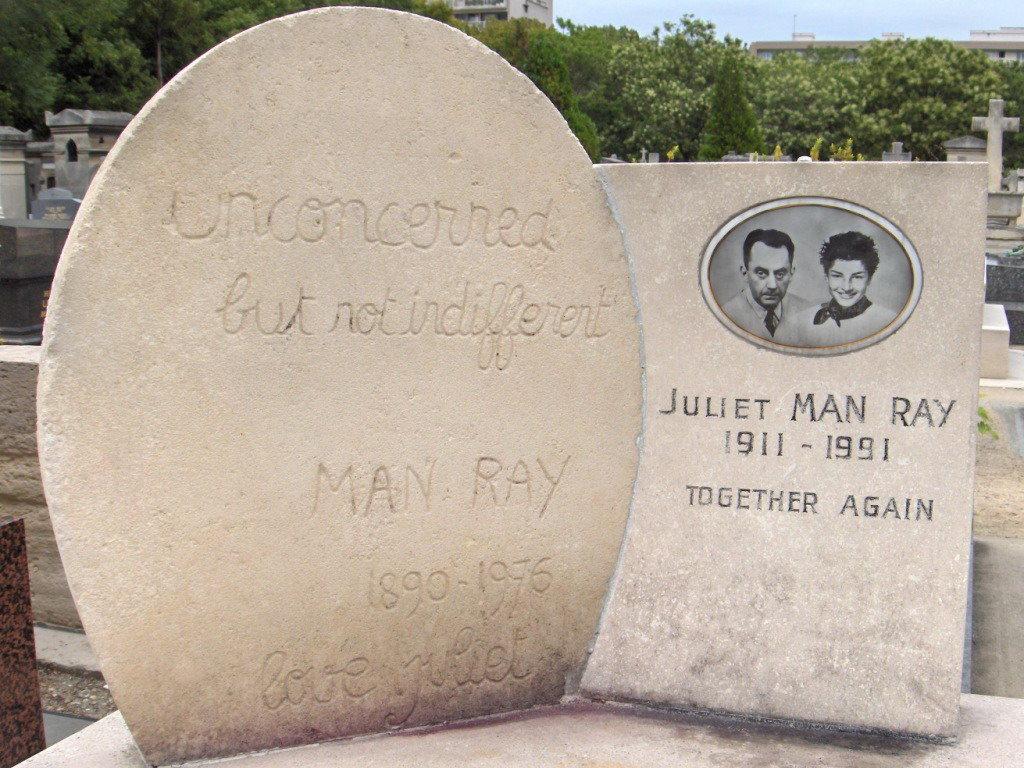
Hrob Man Raye a jeho ženy Juliet na montparnasském hřbitovu

## Man Ray a české umění
V Čechách měly značný ohlas zejména Man Rayovy rayogramy. Umělci a teoretici je přijímali s nadšením i kriticky. Karel Teige, přední teoretik devětsilovské avantgardy, rayogramy oceňoval jako obrazové básně. Teoretik a fotograf Jaromír Funke rayogramy kritizoval. V českém prostředí vytvořil první a zároveň nejpůsobivější fotogramy Jaroslav Rössler. Když jeho fotogramy spatřil Karel Teige, údajně prohlásil, že jsou lepší než ty Man Rayovy (1923).

## Zastoupení ve sbírkách
Jeho fotografie jsou také součástí sbírky Fotografis, která byla představena na začátku roku 2009 v Praze.
- Art Institute of Chicago, Chicago, Illinois, USA[8]
- Victoria and Albert Museum v Londýně

Dne 14. května 2022 se originální tisk Mana Raye Ingresovy housle (Le Violon d'Ingres) prodal za 12.4 miliónů amerických dolarů (s poplatky) na newyorské aukci Christie’s a stala se z ní nejdražší fotografie prodaná v aukci. Je to čtyřnásobek ceny, za kterou se v roce 2007 prodala Man Rayova fotografie Noire et Blanche (Černá a bílá), která byla dosud nejdražším snímkem.

## Ocenění
- Cena za kulturu Německé fotografické společnosti

#### Man Rayovy filmy
- www.filmreference.com/Directors-Pe-Ri
- www.ubu.com
- jarnemec.com/filmy/avantgarda